# 三陽広場駅
三陽広場駅（さんようひろばえき、中文表記: 三阳广场站）は中華人民共和国江蘇省無錫市梁渓区に位置する無錫地下鉄1号線及び2号線の駅。

## 沿革
- 2014年7月1日：1号線の駅として開業[1]。
- 2014年12月28日：2号線の開業により、乗換駅となる[2]。

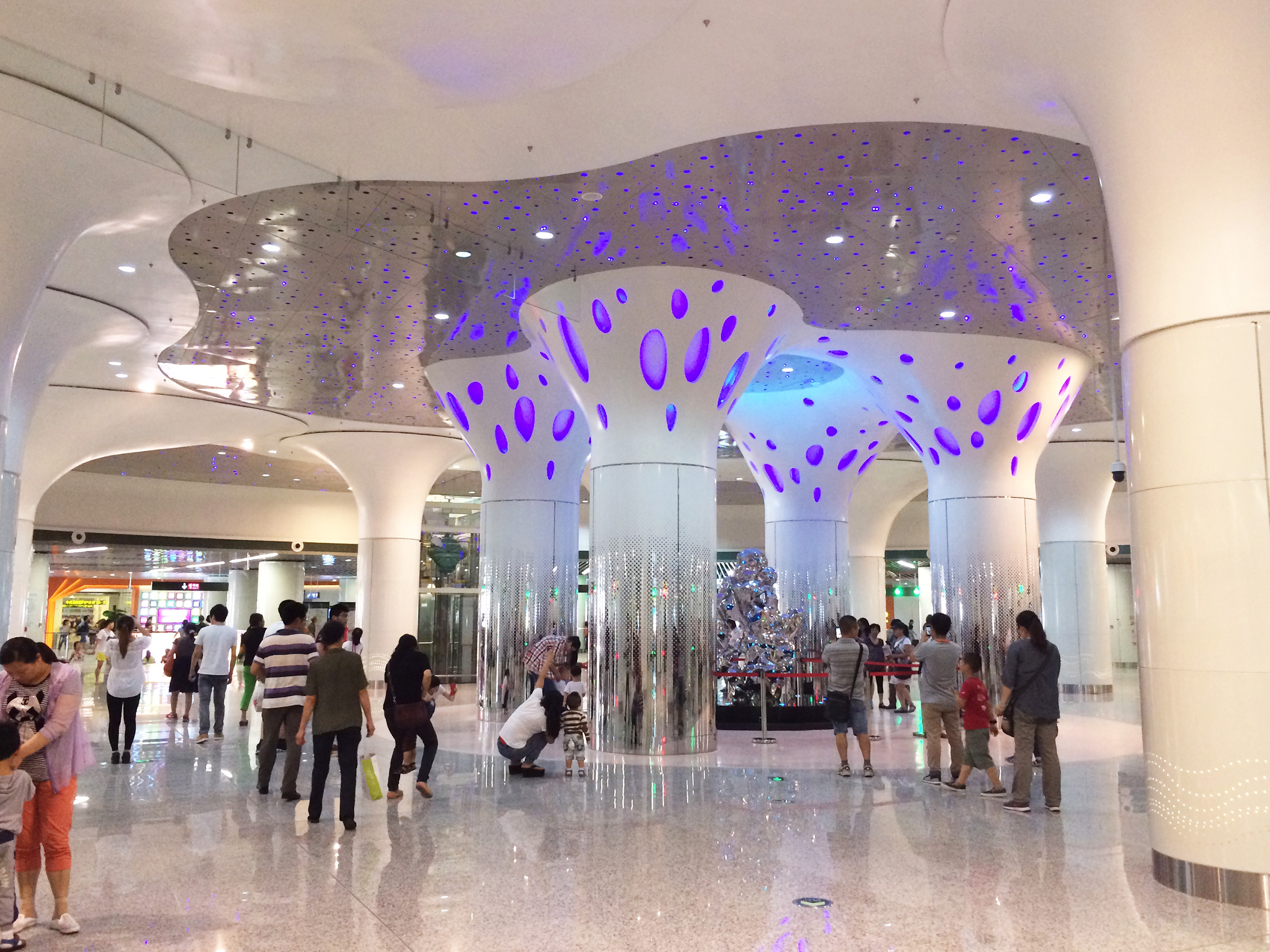
コンコースのパブリックアート
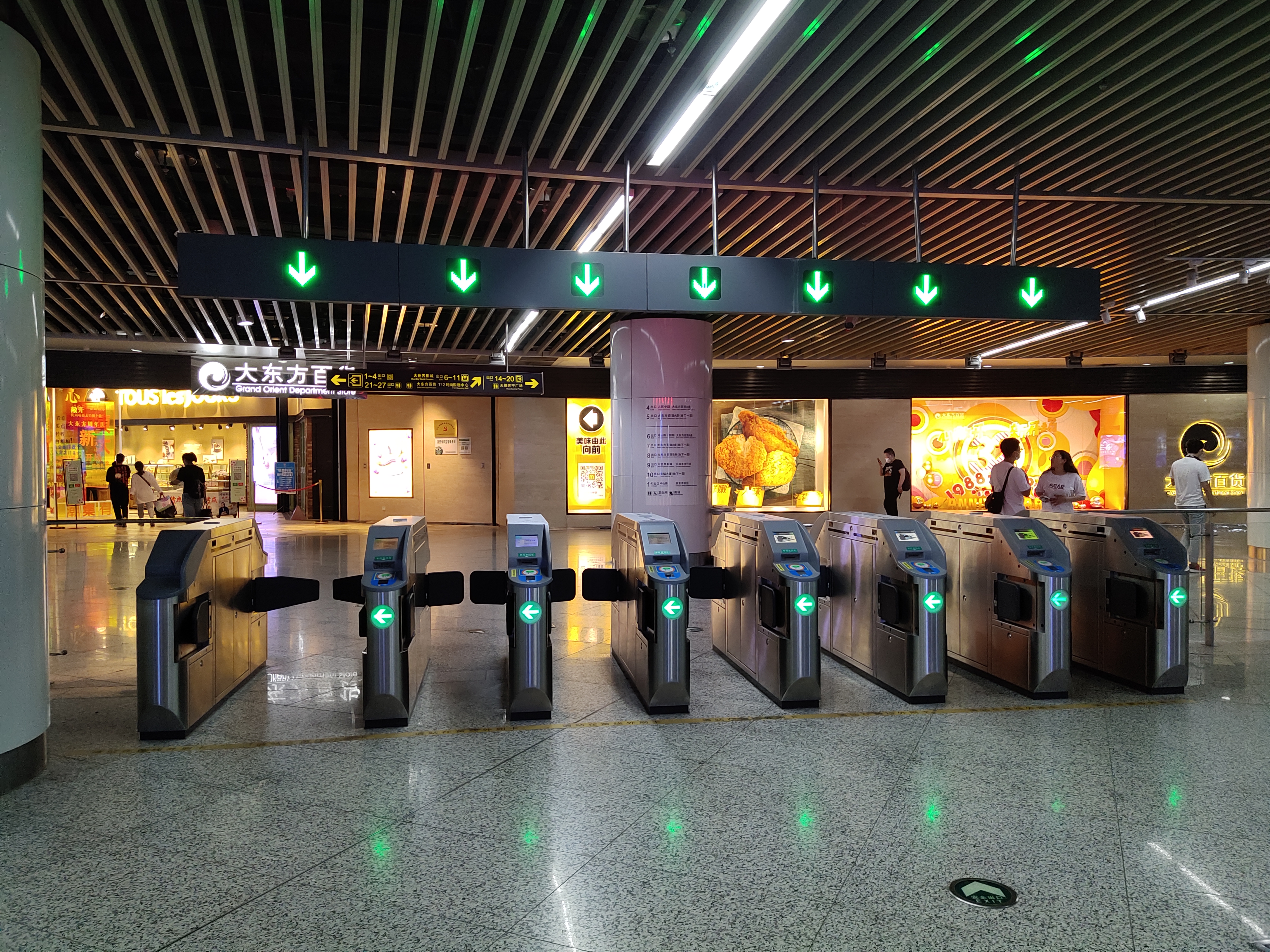
改札口

## 駅周辺
- 恒隆広場
- 銭鍾書故居（中国語版）
- 無錫三陽百盛購物中心
- 無錫県図書館旧址（中国語版）
- 城中公園（中国語版）
- 阿炳故居（中国語版）
- 秦邦憲旧居（中国語版）

## 隣の駅
無錫地下鉄
■1号線
勝利門駅 - 三陽広場駅 - 南禅寺駅
■2号線
五愛広場駅 - 三陽広場駅 - 東林広場駅